# Natalija Ljapina
Natalija Ljapina (ukrainska: Наталія Вікторівна Ляпіна), född den 14 maj 1976 i Kiev i Ukrainska SSR i Sovjetunionen, är en ukrainsk handbollsspelare.
Hon tog OS-brons i damernas turnering i samband med de olympiska handbollstävlingarna 2004 i Aten.